# Oxyjulis californica

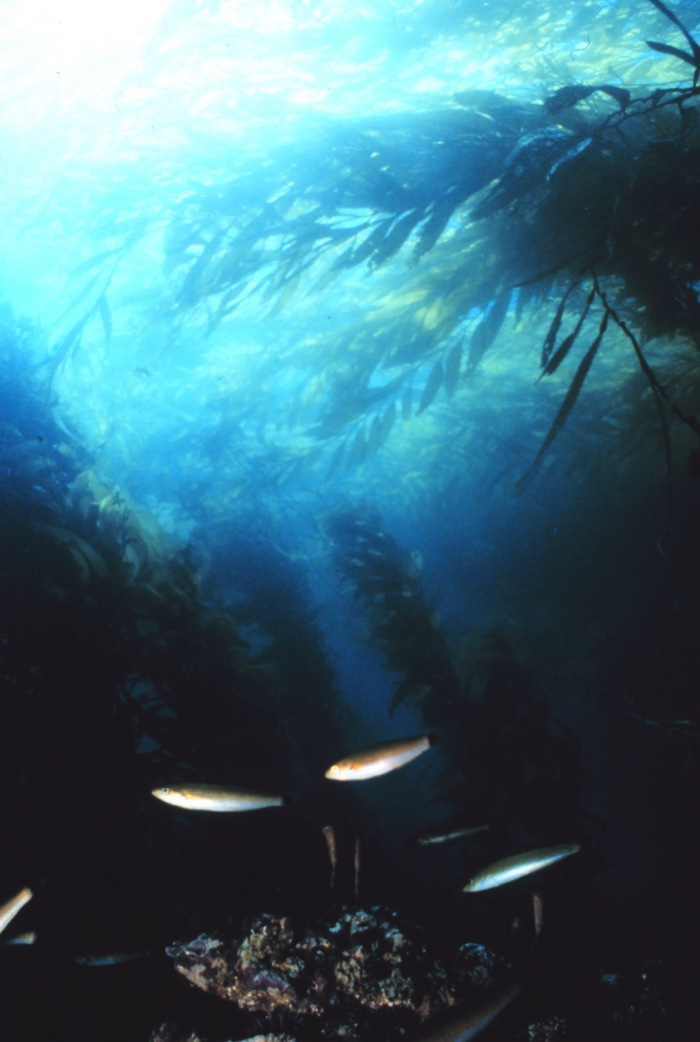
Gruppo di Oxyjulis californica

Oxyjulis californica (Günther, 1861), unica specie del genere Oxyjulis, è un pesce di acqua salata appartenente alla famiglia Labridae.

## Habitat e Distribuzione
Questa specie vive nelle acque subtropicali dell'oceano Pacifico, soprattutto nelle foreste di kelp, a profondità che arrivano fino a 73 m. Si trova lungo le coste del Messico e della California, dove è uno dei labridi più comuni.

## Descrizione
Presenta un corpo compresso lateralmente e molto allungato, con una testa dal profilo appuntito. La lunghezza massima registrata è di 25 cm. 
Le pinne sono trasparenti, la pinna dorsale e la pinna anale sono basse e lunghe, mentre la pinna caudale non è biforcuta; su quest'ultima è presente una macchia nera o color cioccolato. La bocca presenta dei denti sporgenti utili per raschiare piccoli invertebrati dalle alghe.
La livrea non è molto appariscente, varia dal marrone chiaro al giallastro, e il ventre è più chiaro.

## Biologia

### Comportamento
Nuota in piccoli banchi, di solito vicino al substrato, dove si rintana quando spaventato e dove dorme di notte sotterrato nella sabbia e con solo la testa fuori.
È spesso preda dell'otaria della California. Può anche presentare un copepode parassita, Heterochondria atypica.

### Alimentazione
Ha una dieta molto varia, prevalentemente carnivora anche se si nutre pure di alghe, composta da uova di altri pesci e da varie specie di invertebrati marini come molluschi gasteropodi (patelle e Columbellidae) e cefalopodi (Teuthida) vermi e crostacei. Può anche nutrirsi dei parassiti esterni di altri pesci.

### Riproduzione
È oviparo e la fecondazione è esterna. Non ci sono cure verso le uova. Probabilmente si tratta di un pesce ermafrodita, ma ancora non se ne ha la certezza. Le uova sono pelagiche e galleggiano in acqua.

## Conservazione
Questa specie viene classificata come "a rischio minimo" (LC) dalla lista rossa IUCN perché non sembra essere minacciata da particolari pericoli. È diffuso in alcune aree marine protette, e non viene pescato frequentemente perché nonostante sia commestibile le sue carni non sono pregiate.